# Pollenkorg

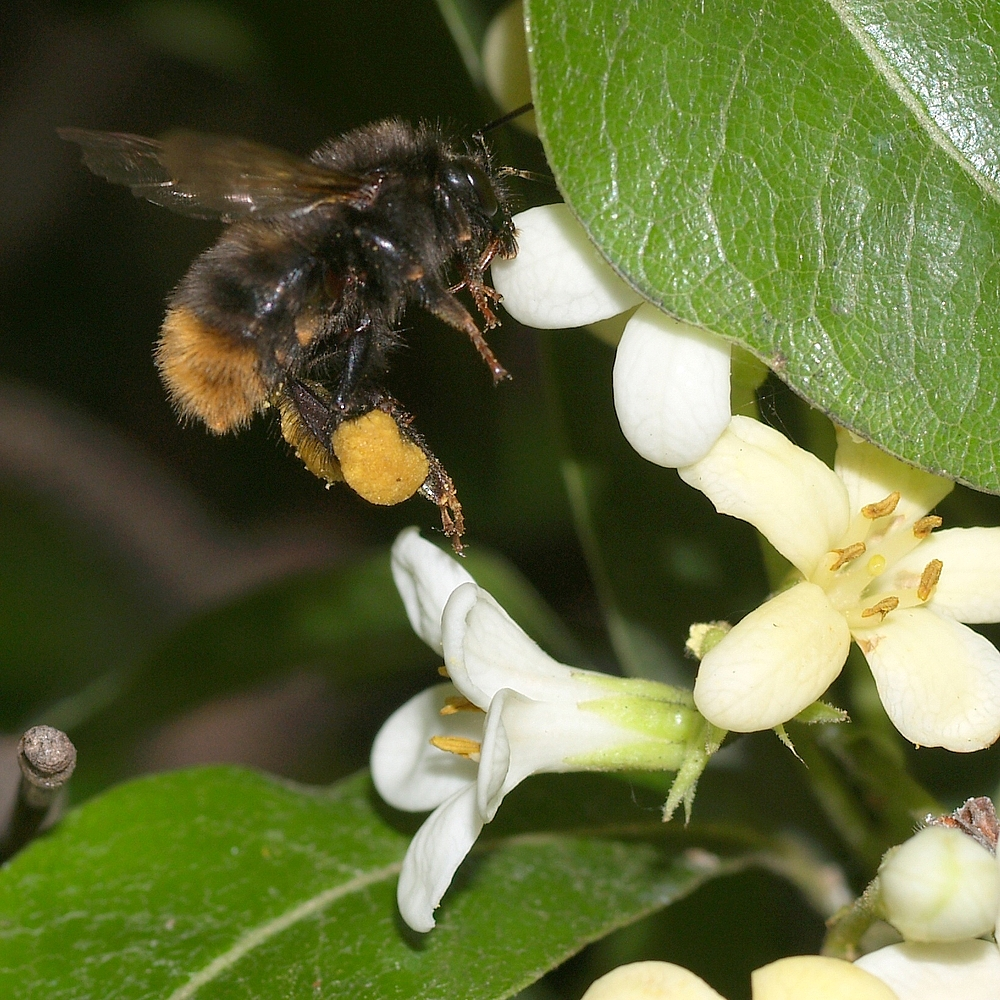
Bombus ardens med fyllda pollenkorgar.

En pollenkorg är ett område på bakbenen hos vissa biarter som används för att samla in och transportera pollen.
Pollenkorgen utgörs av ett hårlöst område omgivet av långa hår på bakbenens skenben. De biarter som har pollenkorgar är medlemmarna i släktena honungsbin och humlor, samt tribusen gaddlösa bin och orkidébin, som alla tillhör samma familj, långtungebin. Dessutom finns det åtminstone en art till i familjen långtungebin, Canephorula apiformis, som också har pollenkorgar på bakbenen. Det förekommer dock, att motsvarande strukturer för polleninsamling hos andra långtungebin också kallas pollenkorgar. Det är bara de nektar- och pollensamlande honorna som har pollenkorgar. Hos parasitiska bin, som exempelvis snylthumlorna, som inte samlar pollen (pollen är främst avsett för larverna, som de parasitiska bina låter andra bin ta hand om) saknas pollenkorgarna även hos honorna.

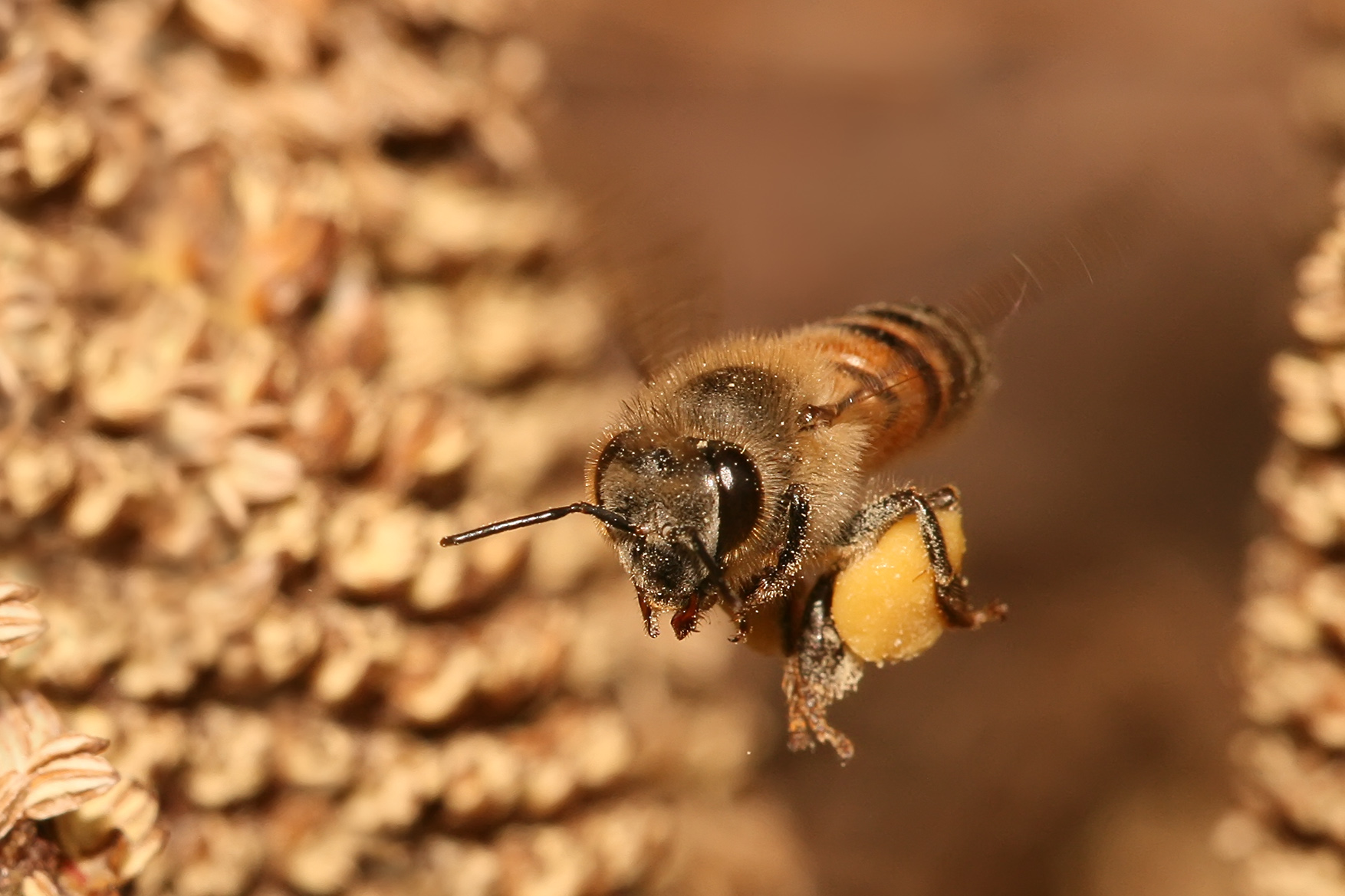
Ett honungsbi med pollenkorgarna fulla av pollen, på väg hem till kupan.

Många andra bin har liknande håriga områden, kallade scopae, på bakben eller buken, som används på samma sätt för att samla pollen. Det finns även bin som samlar upp pollenet i krävan.